# Silahdar
Silahdar (tur. silȃh ← arap. silāḥ : oružje) je zanimanje u starom muslimanskom svijetu. To je glavni oružar u službi sultana, vezira ili paše, odnosno službenik na dvoru koji brine o čuvanju i održavanju oružja.